# チェロキー郡 (アラバマ州)
チェロキー郡（英: Cherokee County）は、アメリカ合衆国アラバマ州の北東部に位置する郡である。2010年国勢調査での人口は25,989人であり、2000年の23,988人から8.3%増加した。郡庁所在地はセンター市（人口3,489人）であり、同郡で人口最大の都市でもある。郡名はチェロキー族インディアンから採られた。チェロキー郡は基本的にアルコール飲料の販売が禁止されている「ドライ郡」（禁酒郡）である。

## 歴史
チェロキー郡は1836年1月9日に、ヨーロッパ系アメリカ人によって設立された。19世紀にチェロキー族インディアンの領土だった場所に作られた。チェロキー族はアラバマ州北東部、隣接するジョージア州、テネシー州、ノースカロライナ州、サウスカロライナ州の一部に跨るアパラチア山脈南部の領域を保持していた。チェロキー族は1838年のいわゆる涙の道によってアメリカ合衆国政府から強制移住させられた。1835年12月29日に結ばれたニューエコタ条約に続き、1836年1月9日にアラバマ州議会によってチェロキー郡が創設された。このニューエコタ条約は、部族のためにいかなる書面にも署名をする権限を持たない集団が署名したものであり、チェロキー族はそのような条約への署名を禁じる部族法を持っていたので、選出された部族指導者を始め大多数の者はこの条約を認めていなかった。
1994年3月27日、パームサンデーの日に藤田スケールF4の竜巻がエトワ郡を襲った。バーミングハム市にある国立測候所が、カルフーン郡北部、エトワ郡南東部、チェロキー郡南部に竜巻警報を発令してから12分後、ピードモントのゴーシェン・ユナイテッドメソジスト教会を破壊した。

## 地理
アメリカ合衆国国勢調査局に拠れば、郡域全面積は599.95平方マイル (1,553.9 km2)であり、このうち陸地553.12平方マイル (1,432.6 km2)、水域は46.83平方マイル (121.3 km2)で水域率は7.81%である。

### 主要高規格道路
- アメリカ国道278号線
- アメリカ国道411号線
- アラバマ州道9号線
- アラバマ州道35号線
- アラバマ州道68号線

### 隣接する郡
- ディカーブ郡 - 北
- チャトゥーガ郡 (ジョージア州) - 北東
- フロイド郡 (ジョージア州) - 東
- ポーク郡 (ジョージア州) - 南東
- クリバーン郡 - 南
- カルフーン郡 - 南
- エトワ郡 - 西

### 国立保護地域
- リトル川峡谷国立保存地（部分）
- タラデガ国立の森（部分）

## 人口動態
以下は2000年の国勢調査による人口統計データである。
| 基礎データ - 人口: 23,988人 - 世帯数: 9,719 世帯 - 家族数: 7,201 家族 - 人口密度: 17人/km2（43人/mi2） - 住居数: 14,025軒 - 住居密度: 10軒/km2（25軒/mi2） 人種別人口構成 - 白人: 92.83% - アフリカン・アメリカン: 5.54% - ネイティブ・アメリカン: 0.31 - アジア人: 0.14% - その他の人種: 0.35% - 混血: 0.83% - ヒスパニック・ラテン系: 0.85% | 年齢別人口構成 - 18歳未満: 22.2% - 18-24歳: 7.6% - 25-44歳: 27.6% - 45-64歳: 26.7% - 65歳以上: 15.9% - 年齢の中央値: 40歳 - 性比（女性100人あたり男性の人口） - 総人口: 96.7 - 18歳以上: 93.5 世帯と家族（対世帯数） - 18歳未満の子供がいる: 28.9% - 結婚・同居している夫婦: 61.4% - 未婚・離婚・死別女性が世帯主: 9.2% - 非家族世帯: 25.9% - 単身世帯: 23.9% - 65歳以上の老人1人暮らし: 10.4% - 平均構成人数 - 世帯: 2.43人 - 家族: 2.86人 | 収入と家計 - 収入の中央値 - 世帯: 30,874米ドル - 家族: 36,920米ドル - 性別 - 男性: 29,978米ドル - 女性: 20,958米ドル - 人口1人あたり収入: 15,543米ドル - 貧困線以下 - 対人口: 15.6% - 対家族数: 11.8% - 18歳未満: 20.4% - 65歳以上: 14.9% |

## 都市と町

### 都市
- センター - 郡庁所在地

### 町
- シーダーブラフ
- コリンズビル（一部はディカーブ郡）
- ゲイルズビル
- リーズバーグ
- ピードモント（一部はカルフーン郡）
- サンドロック（一部はディカーブ郡）